# 田中站 (日本)
田中站（日语：／ Tanaka eki */?）是信濃鐵道信濃鐵道線車站，位於長野縣東御市，是東御市的代表車站。

## 歷史
- 1888年（明治21年）12月1日 - 官設鐵道信越線開設此站（一般車站）[1]。
- 1982年（昭和57年）9月10日 - 除了在專用線出發或到達的車載貨物外，終止其他貨物起卸業務。
- 1984年（昭和59年）2月1日 - 終止行李起卸業務。
- 1987年（昭和62年）4月1日 - 伴隨國鐵分割民營化，車站由東日本旅客鐵道（JR東日本）和日本貨物鐵道（JR貨物）營運[2]。
- 1997年（平成9年）10月1日 - 隨著北陸新幹線啟用，JR東日本車站由信濃鐵道接管。
- 1998年（平成10年）4月1日 - 此站取消貨運列車班次。
- 2002年（平成14年）4月1日 - JR貨物車站廢止，終止所有貨物起卸業務。
- 2009年（平成21年）11月16日 - 車站南出口迴旋路和南北閘外行人通道開始使用[1][3]。
- 2018年（平成30年）3月26日 - 此站與台灣鐵路管理局田中車站成為姊妹車站[4]。同時信濃鐵道與台灣鐵路管理局成為友好伙伴[4]。

## 車站構造

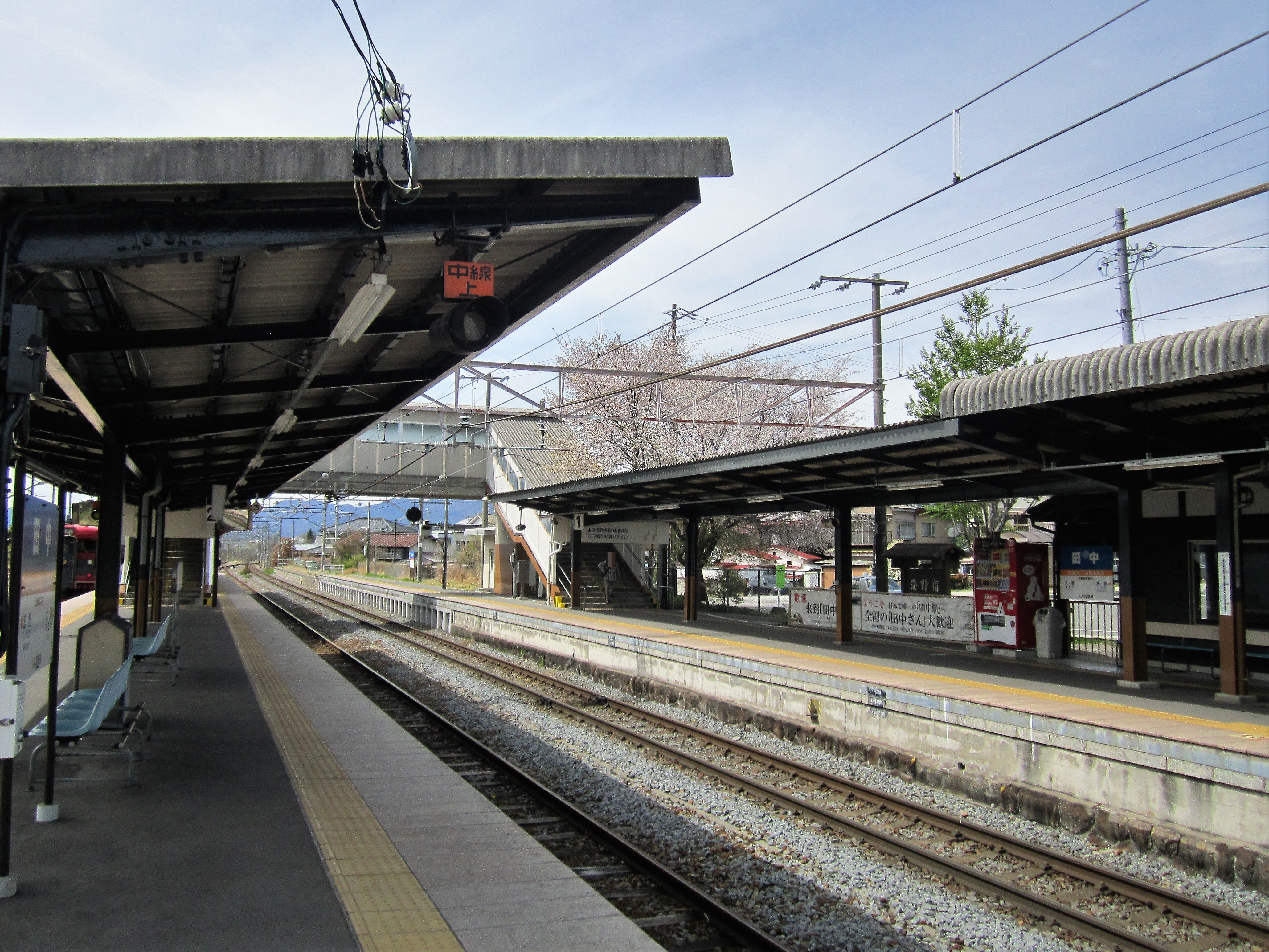
月台

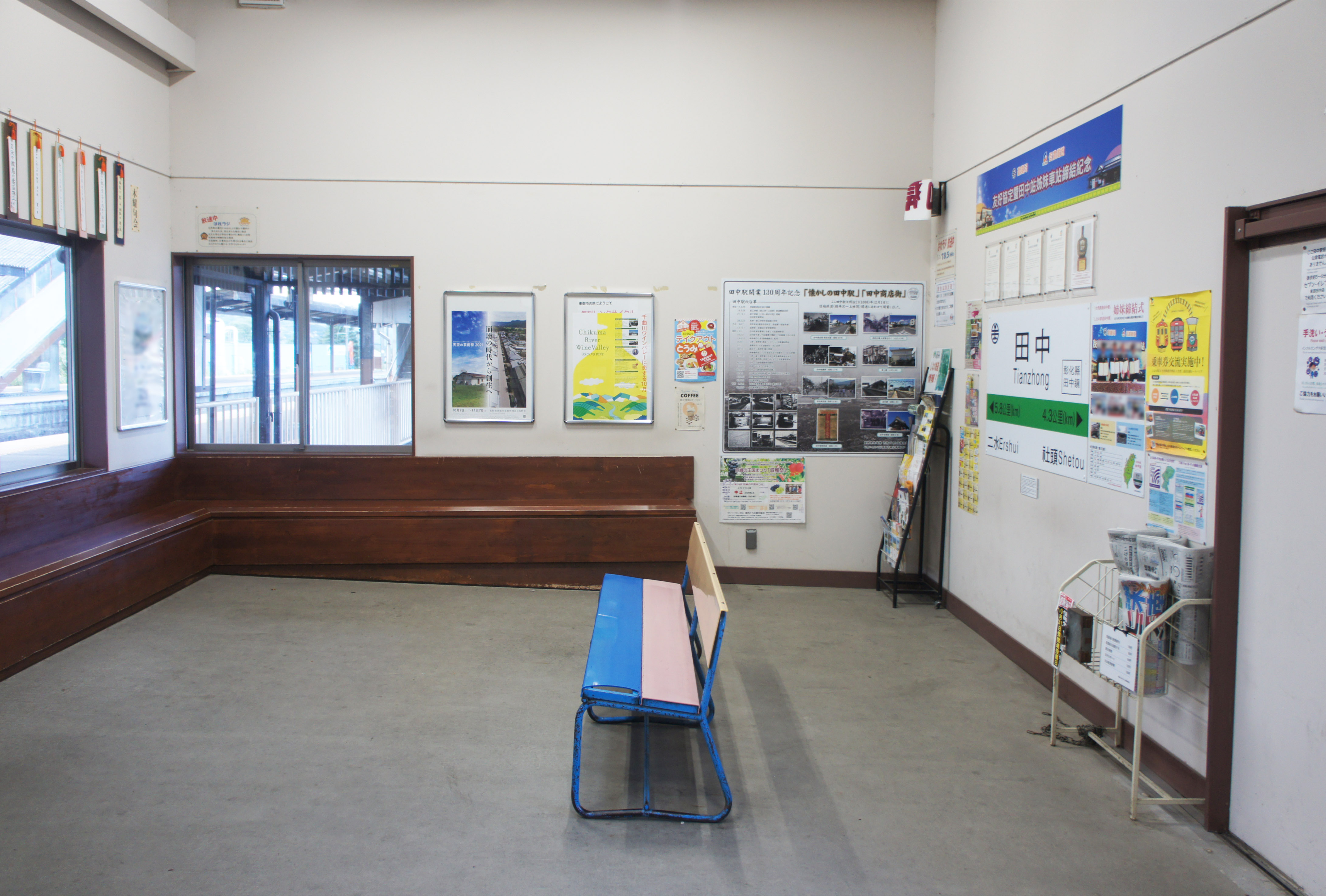
候車室

車站是一座地面車站，設有1面1線的單式月台（上行本線）和1面2線島式月台（下行本線和中線）。
此站是職員配置車站。車站大樓位於單式月台側（北邊）。此站月台已經提高高度、車站加設了南出口和南北連接橋，以提高方便性。
在車站南邊曾經設有科斯莫石油的油庫，此站設有專用線前往該處。石油列車會從四日市站運送往此處。在JR時代，部分特急「淺間」停靠此站。
車站大樓是位於日本之道100選之一，舊北國街道 海野宿內。

### 月台
| 月台 | 路線        | 上下行       | 方向             |
| ---- | ----------- | ------------ | ---------------- |
| 1    | ■信濃鐵道線 | 上行         | 小諸、輕井澤方向 |
| 2    | ■信濃鐵道線 | （後備月台） | （後備月台）     |
| 3    | ■信濃鐵道線 | 下行         | 長野方向         |

- 截至2017年10月，2號月台沒有定期列車停靠。

## 使用狀況
以下為近年乘車人次變化：
| 乘車人次變化 | 乘車人次變化     | 乘車人次變化 |
| 年度         | 1日平均 乘車人次 |              |
| ------------ | ---------------- | ------------ |
| 2001         | 1,447            |              |
| 2002         | 1,435            |              |
| 2003         | 1,360            |              |
| 2004         | 1,322            |              |
| 2005         | 1,304            |              |
| 2006         | 1,301            |              |
| 2007         | 1,277            |              |
| 2008         | 1,250            |              |
| 2009         | 1,243            |              |
| 2010         | 1,245            |              |
| 2011         | 1,216            |              |
| 2012         | 1,213            |              |
| 2013         | 1,230            |              |
| 2014         | 1,213            |              |
| 2015         | 1,225            |              |
| 2016         | 1,217            |              |
| 2017         | 1,234            |              |

## 車站周邊
- FM東御（日语：エフエムとうみ）
- 海野宿（日语：海野宿）[1]
- 國道18號
- 長野縣東御清翔高等學校（日语：長野県東御清翔高等学校）[1]
- 東御郵局（日语：東御郵便局）
- 東御市政廳[1]
- 田中商店街（日语：田中商店街）
- 東部湯之丸服務區（轉乘私家車乘坐約5分鐘）

## 巴士路線
- 東御市政廳巴士站（國道18號上，步行約7分鐘）
  - 千曲巴士（日语：千曲バス）/近鐵巴士（日语：近鉄バス） 千曲川Liner（日语：千曲川ライナー） 前往大阪（阿部野橋巴士站（日语：天王寺駅・大阪阿部野橋駅バスのりば））
  - 千曲巴士 池袋 - 輕井澤·佐久·小諸·上田線（日语：池袋 - 軽井沢・佐久・小諸・上田線） 前往池袋、新宿
  - 佐久上田線 上田站 - 小諸站 - 佐久平站 - 臼田勝間
- 田中站巴士站（站前）
  - 千曲巴士 田中站 - 市民醫院 - 禰津小學 - 新張 - 奈良原（星期六、日及假日暫停服務）
  - 千曲巴士 田中站 - 市民醫院 - 和小學 - 東田沢 - 東入（星期六、日及假日暫停服務）
  - 東信觀光巴士（日语：千曲バス） 田中站 - 北御牧綜合分所前 - 畔田 - 望月（星期六、日及假日暫停服務）

## 其他
在2011年（平成23年）12月4日，與此站同名的同姓氏，電視節目導演田中匡史在此站舉行了婚禮。另外，在西日本旅客鐵道（JR西日本）北陸本線森田站也有相同的情況。

## 相鄰車站
信濃鐵道
■信濃鐵道線
- 部分特別快速「輕井澤渡假」（只限下行）的停車站，觀光列車「六門」停車站

□快速
小諸－田中－大屋
■普通
滋野－田中－大屋

## 注腳
1. 1 2 3 4 5 6 7 8 9 10 11 12 13 14 15 16  信濃毎日新聞社出版部. . 信濃每日新聞社. 2011-07-24: 245. ISBN 9784784071647 （日语）.
2. ↑  《交通年鑑 昭和63年版》交通協力會，1988年3月。
3. ↑  南口ロータリーと自由通路が完成 しなの鉄道田中駅[]（日語） - 信州Liveon（2012年1月8日參閲） ※新聞源自信濃毎日新聞（2009年12月17日發布）
4. 1 2   (PDF) (新闻稿). しなの鉄道. 2018-03-22  [2020-07-03]. （原始内容 (PDF)存档于2018-10-02） （日语）.
5. ↑  「東御市之統計2018」
6. ↑  花嫁は「森田」で乗り、「田中」へ 名前と同じ駅で挙式 （页面存档备份，存于）（日語） - asahi.com（朝日新聞社、2011年12月4日付）

## 外部連結
- 田中站（信濃鐵道） （页面存档备份，存于）（日語）